# Sertularella anguina
Sertularella anguina is een hydroïdpoliep uit de familie Sertulariidae. De poliep komt uit het geslacht Sertularella. Sertularella anguina werd in 1993 voor het eerst wetenschappelijk beschreven door Vervoort. 